# Nikaragua na Mistrzostwach Świata w Lekkoatletyce 2019
Nikaragua na Mistrzostwach Świata w Lekkoatletyce 2019 – reprezentacja Nikaragui podczas mistrzostw świata w Doha liczyła tylko jedną zawodniczkę, sprinterkę Ingrid Yahocza Narváez Solis.

## Skład reprezentacji

### Kobiety
| Zawodniczka                  | Konkurencja   | Eliminacje | Eliminacje | Półfinał | Półfinał | Finał | Finał   |
| Zawodniczka                  | Konkurencja   | Wynik      | Pozycja    | Wynik    | Pozycja  | Wynik | Pozycja |
| ---------------------------- | ------------- | ---------- | ---------- | -------- | -------- | ----- | ------- |
| Ingrid Yahocza Narváez Solis | Bieg na 400 m | DSQ        | DSQ        | NQ       | NQ       | NQ    | NQ      |